# Pollux b
Pollux b, còn được gọi là β Geminorum b và HD 62509 b, được đặt tên chính thức là Thestias /ˈθɛstiəs/, là một hành tinh ngoài hệ Mặt Trời cách chúng ta khoảng 34 năm ánh sáng trong chòm sao Song Tử. Hành tinh này được phát hiện quay quanh ngôi sao Pollux vào năm 2006 bởi nhà thiên văn học Artie P. Hatzes, xác nhận giả thuyết của ông ban đầu được công bố vào năm 1993. Hành tinh này có khối lượng ít nhất gấp đôi Sao Mộc. Nó di chuyển quanh Pollux trong 1,61 năm ở khoảng cách 1,64 AU theo quỹ đạo gần tròn.
Vào tháng 7 năm 2014, Liên đoàn Thiên văn Quốc tế đã khởi động một quy trình đặt tên riêng cho một số hành tinh ngoại hệ Mặt Trời và các ngôi sao chủ của chúng. Quá trình này liên quan đến việc đề cử công khai và bỏ phiếu cho những cái tên mới. Vào tháng 12 năm 2015, IAU đã công bố tên Thestias cho hành tinh này. Tên chiến thắng được dựa trên tên ban đầu được gửi bởi TheSkyNet của Úc; cụ thể là Leda, mẹ của Pollux trong thần thoại Hy Lạp và La Mã. Theo yêu cầu của IAU, "Thestias" (tên viết tắt của Leda, con gái của Thestius) được thay thế. Điều này là do 'Leda' đã được gán cho một tiểu hành tinh và một trong những vệ tinh của Sao Mộc, và theo quy định thì mỗi thiên thể được gán một cái tên riêng biệt, không được có hai thiên thể trùng tên.